# Neaneflus fuchsii
Neaneflus fuchsii is een keversoort uit de familie boktorren (Cerambycidae). De wetenschappelijke naam van de soort is voor het eerst geldig gepubliceerd in 1905 door Wickham.